# Valerio Rohden
Valerio Rohden foi um filósofo e professor universitário brasileiro, conhecido por seus trabalhos acerca da filosofia de Immanuel Kant, bem como sobre a relação entre liberdade e moral. Graduou-se (1960) e doutorou-se em filosofia pela Universidade Federal do Rio Grande do Sul, tendo sido Professor Titular na mesma Universidade entre 1964 e 1991, quando aposentou-se. Um proeminente membro da comunidade filosófica brasileira entre os anos 1980 e 1990, ajudou a fundar e ocupou o cargo de presidente da Associação Nacional de Pós-graduação em Filosofia entre 1986-1988, tendo participado também da fundação e consolidação da Sociedade Kant Brasileira ao assumir sua presidência entre 1994 e 2006.